# Charon
Charon foi uma banda finlandesa de gothic metal formada por Juha-Pekka Leppäluoto (vocalista), Pasi Sipilä (guitarrista), Antti Karihtala (baterista), Teemu Hautamäki (baixista) e Lauri Tuohima (guitarrista).
O vocalista do Charon, JP Leppäluoto, além de já ter feito alguns concertos com a banda Amorphis em 2004, cantou no primeiro álbum da banda Poisonblack (banda do ex-Sentenced, Ville Laihiala), o Escapexstacy.

## História
O grupo da cidade de Oulu, Finlândia, foi formado em 1992 com a proposta inicial de fazer death metal progressivo, ideia esta que mudou em 1994, quando optaram por algo diferente e decidiram chamar o vocalista Juha-Pekka Leppäluoto. A banda no início, também contava com o guitarrista Jasse Von Hast, que deixou o Charon em 2003, sendo substituído por Lauri Tuohima.
O grupo já conquistou os primeiros lugares do Top 40 dos singles mais vendidos na Finlândia, e já fez turnês com bandas como Sentenced e Nightwish.
Em 2011, a banda encerrou suas atividades, fazendo seu último show em Oulu.

## Integrantes

### Formação atual
- Juha-Pekka Leppäluoto - Vocalista
- Pasi Sipilä - Guitarrista
- Antti Karihtala - Baterista
- Teemu Hautamäki - Baixista
- Lauri Tuohima - Guitarrista

### Ex-integrantes
- Jasse Von Hast - Guitarrista

## Discografia

### Álbuns de estúdio
- 1998 - Sorrowburn
- 2000 - Tearstained
- 2002 - Downhearted
- 2003 - The Dying Daylights
- 2005 - Songs For The Sinners[2]

### Singles
- 2001 - Little Angel
- 2003 - In Trust of No One
- 2003 - Religious/Delicious
- 2005 - Ride On Tears
- 2005 - Colder
- 2010 - The Cure

## Videografia
- Ride On Tears (2005)
- Colder (2005)
- Little Angel (2002)
- Novembers Eve (1998)